# Natalia Pakulska
Natalia Pakulska (ur. 27 listopada 1991 w Brześciu Kujawskim) – polska piłkarka występująca na pozycji defensywnego pomocnika w Medyku Konin oraz reprezentacji Polski.

## Kariera
Grę w piłkę nożną rozpoczęła w wieku 9 lat w rodzinnym Brześciu Kujawskim, gdzie trenowała w osiedlowym zespole wraz z chłopcami, gdyż klub nie posiadał sekcji żeńskiej. Następnie szkoliła się w klubie Duet Włocławek. Po wzięciu udziału w turnieju w Koninie i zostaniu jego najlepszą zawodniczką, za namową trenera Romana Jaszczaka przeniosła się w wieku 14 lat do Medyka Konin.
W 2023 roku przeszła z Medyka Konin do III–ligowej Słupczanki Słupca. Zimą 2024 roku przeszła do Polonii Środa Wielkopolska, a w lipcu 2024 roku powróciła do Medyka Konin.

## Sukcesy
- Mistrzostwo Polski – 2014, 2015, 2016, 2017
- Puchar Polski – 2013, 2014, 2015, 2016, 2017
- Wicemistrzostwo Polski – 2010, 2011, 2012, 2013